# Represa de Itaipú
La central hidroeléctrica de Itaipú (en guaraní: Yjoko Itaipu «piedra que suena», en portugués: Usina Hidrelétrica de Itaipu) o ITAIPU Binacional es una hidroeléctrica binacional situada entre las ciudades de Hernandarias, en el Paraguay y Foz do Iguaçu, en Brasil, sobre el río Paraná, en la frontera de los países. A 14 km al norte del Puente de la Amistad. El área implicada en el proyecto se extiende desde Foz do Iguaçu (Brasil) y Ciudad del Este (Paraguay) al sur y hasta Guaíra (Brasil) y Salto del Guairá (Paraguay) al norte.
ITAIPU Binacional, operativa desde el año 1984, ostenta el título de «mayor productora de energía del planeta» con 103 098 366 MWh producidos en el 2015. También es la represa de mayor producción acumulada, con 2,5 mil millones de MWh desde el inicio de la operación. La represa de ITAIPU tiene una potencia de generación electrohidráulica instalada de 14 000 MW, con 20 turbinas generadoras de 700 MW y su construcción demandó un costo de 36 mil millones de dólares para los dos países socios. Fue por mucho tiempo la central hidroeléctrica más grande del mundo, hasta 2011 cuando fue superado por la presa de las Tres Gargantas en China.
Su murallón, hecho de hormigón, roca y tierra, se emplaza a 14 km al norte del Puente de la Amistad, lindando con la ciudad paraguaya de Hernandarias, en el departamento Alto Paraná en su margen occidental, y con Foz do Iguaçu, en el estado de Paraná, Brasil, por su margen oriental; asimismo, está 16,2 km al norte del puente que une la ciudad de Foz do Iguaçu con la ciudad argentina de Puerto Iguazú. Posee un desnivel de 120 m de caída bruta. Esta represa crea un embalse (lago artificial) de unos 29 000 hm³ de agua, con unos 200 km de extensión en línea recta, y un área aproximada de 1400 km². Al construirse dejó extintos los Saltos del Guairá pero cuando el nivel baja pueden verse una parte de estas cascadas, que eran las más grandes del río Paraná. 
La energía generada por Itaipú destinada a Brasil es administrada por la empresa ENBPar, y la energía destinada a Paraguay por la Administración Nacional de Electricidad (ANDE).

## Historia

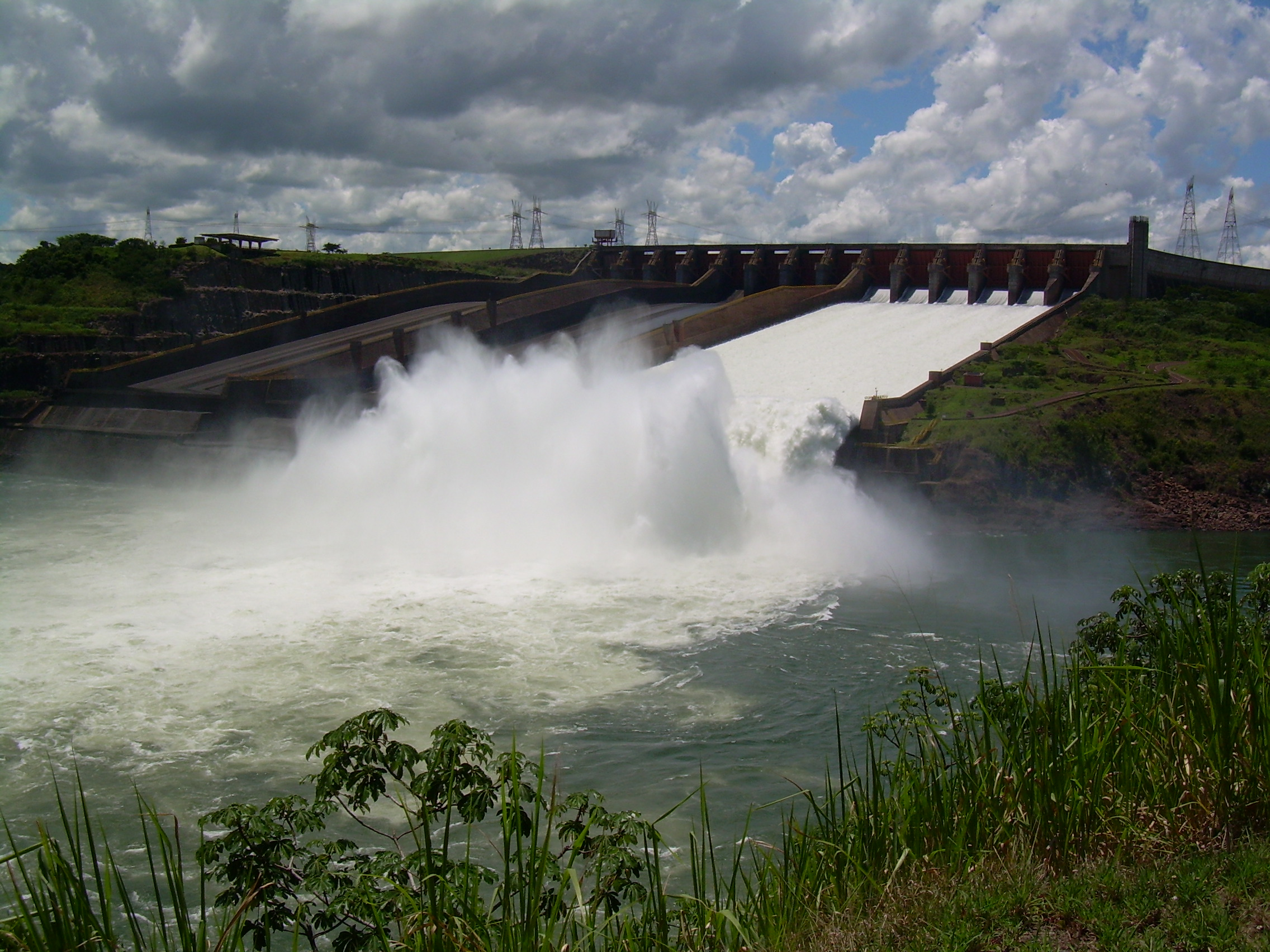
El vertedero en acción.

### Antecedentes
La represa el resultado de una maniobra diplomática para evitar un conflicto bélico entre Paraguay y Brasil por una cuestión limítrofe. El problema fronterizo tuvo su génesis en el Tratado de Loizaga-Cotegipe, que establecía la paz y las nuevas fronteras entre Paraguay y Brasil tras la guerra contra la Triple Alianza que fue firmado el 9 de enero de 1872 en Asunción. 
En dicho tratado –muy favorable para el Imperio de Brasil y absolutamente negativo para la República del Paraguay– se despojaba a esta última de los extensos territorios comprendidos entre el río Blanco y el río Apa. Las fronteras se establecieron en el tratado en forma imperfecta, al definirse los límites entre ambos países desde la desembocadura del río Iguazú hasta los extintos Saltos del Guairá.
Dicho instrumento jurídico se firmó en un Paraguay diezmado, saqueado y ocupado por fuerzas militares brasileñas, lo que a decir verdad, hubiese proyectado una imagen muy negativa de Brasil en el plano internacional. El tratado, en su artículo 2 estipula que los límites serían ajustados y definidos en Tratado Especial. Decía: “El territorio del Imperio del Brasil se divide con el de la República del Paraguay por el (…) canal del Río Paraná, desde donde comienzan las posesiones brasileñas en la boca del Yguazú hasta el Salto Grande de las Siete Caídas (Saltos del Guaira) del mismo Río Paraná. Del Salto Grande de las Siete Caídas continua la línea divisoria por la cumbre de la Sierra de Maracayú hasta donde ella concluye”. Entonces Paraguay, ciñéndose a un tratado que le fue impuesto por la fuerza, sostuvo la línea divisoria por la cumbre del Mbaracayú como límite entre él y Brasil. Dicha línea divisoria jamás fue demarcada sobre el terreno, en el trecho de aproximadamente 20 kilómetros, entre el hito 341/IV y los Saltos del Guairá. Para cumplir con dicho cometido se creó, ese mismo año, una Comisión Mixta Demarcadora de Límites, que trabajó hasta 1874, con métodos precarios y que no pudo concluir sus trabajos. Comenzaron su labor desde la confluencia del río Paraguay y el río Apa y el último hito colocado quedó a 135 kilómetros de los Saltos del Guairá. 
En el año 1965, Brasil ocupó militarmente la zona de los saltos. Los límites con Paraguay estaban establecidos, pero no demarcados, pues como se explicó anteriormente, la demarcación no estaba concluida. Militares brasileños ocuparon Puerto Renato, que estaba en territorio paraguayo pero en litigio desde la guerra contra la Triple Alianza. Tras la crisis diplomática y ante el espectro de un posible enfrentamiento militar, Estados Unidos intervino como mediador haciendo que Brasil y Paraguay firmen el Acta de Iguazú, por la que se creaba una comisión mixta paraguayo-brasileña para estudiar el posible aprovechamiento hidroeléctrico del río Paraná y que prometía precio justo y adquisición preferencial de la energía eléctrica producida, algo que se borró en el Tratado de Itaipú.
El 22 de junio de 1966, el ministro de Relaciones Exteriores del Brasil (Juracy Magalhães) y el de Paraguay (Raúl Sapena Pastor), firmaron el acta. El represamiento de las aguas del Paraná para la formación del embalse de la central hidroeléctrica, inundó un total de 1350 km² en los cuales se encontraban los Saltos del Guaira, que quedaron completamente hundidos en solo 14 días, extinguiéndose así una de las maravillas naturales del mundo.

### La Construcción de Itaipú
En 1970 el consorcio formado por las empresas Industrial Electric Company (IECO) de los Estados Unidos y ELC Electroconsult S.p.A. de Italia ganaron el concurso internacional para la realización de los estudios de probabilidades y para la elaboración del proyecto de la obra. El inicio del trabajo se dio en febrero de 1971. El 26 de abril de 1973, Brasil y Paraguay firmaron el Tratado de Itaipú, instrumento legal para el aprovechamiento hidroeléctrico del río Paraná por los dos países. El 17 de mayo de 1974, fue creada la Entidad Binacional Itaipú, para la administración de la construcción de la represa. El inicio efectivo de las obras ocurrió en enero del año siguiente.
El 14 de octubre de 1978, tras represar provisoriamente las aguas del Paraná mediante coferdanes, fue abierto el canal de desvío del río Paraná, que permitió secar el trecho del lecho original del río para poder ahí construir la represa principal, en hormigón.
Otro marco importante, en lo que respecta a la diplomacia, fue la firma del Acuerdo Tripartito entre Brasil, Paraguay y Argentina, el 19 de octubre de 1979, para el aprovechamiento de recursos hidroeléctricos en el trecho del río Paraná desde los Saltos del Guairá (que desaparecieron con la formación del embalse) hasta el estuario del Río de la Plata. Este acuerdo estableció los niveles del río y las variaciones permitidas para los diferentes emprendimientos hidroeléctricos para los tres países. En aquella época en la que los tres países eran gobernados por dictaduras militares, había temor en Argentina de que en un eventual conflicto con Brasil se abriesen las compuertas de Itaipú, inundando sus ciudades ribereñas ubicadas aguas abajo de la presa.
Las áreas silvestres protegidas de Itaipú comenzaron a ser creadas en 1982, cuando fueron concluidas las primeras obras de la represa y las compuertas del canal de desvío fueron cerradas. En ese tiempo las aguas subieron 100 m y llegaron a las compuertas del viaducto, a las 10:00 h del 27 de octubre, debido a las fuertes e incesantes lluvias ocurridas en aquella época.
El 5 de mayo de 1984, entró en operación la primera turbina de Itaipú a manera de prueba, para finalmente en 1985 empezar a producir comercialmente. Se prosiguió con la instalación al ritmo de dos a tres por año.

### Producción
La represa, de 7919 m, está hecha de hormigón, roca y tierra.
- Existen 20 unidades generadoras, estando diez en la frecuencia la red eléctrica paraguaya (50 Hz) y diez en la frecuencia de la red eléctrica brasileña (60 Hz).
- Las unidades de 50 Hz tienen una potencia nominal de 823,6 MVA, factor de potencia de 0,85 y peso de 3343 t.
- Las unidades de 60 Hz tienen potencia nominal de 737,0 MVA, factor de potencia de 0,95 y peso de 3242 t.
- Todas las unidades tienen tensión nominal de 18 kV.
- Las turbinas U07 son del tipo turbina Francis, con potencia nominal de 715 MW y caudal nominal de 645 m³/s.

### Subestación
La subestación de la represa está aislada por el gas hexafluoruro de azufre (SF6), que permite una gran compactación del proyecto. Para cada grupo generador existe un banco de transformadores monofásicos, elevando la tensión de 18 kV a 500 kV.

### Sistema de transmisión
El sistema de transmisión de Itaipú se conecta a tres subestaciones ubicadas dentro de la Usina Hidroeléctrica (dos subestaciones aisladas con gas, una de 50 Hz y otra de 60 Hz, instaladas dentro de la Sala de Máquinas, y una subestación convencional de 50 Hz en la Margen Derecha) con los Sistemas Interconectados de Paraguay y Brasil.
Salida de la represa
- SE-ITAIPU 60 Hz (Subestación ITAIPU 60 Hz): 4 líneas de transmisión de 500 kV (de aproximadamente 10 km de largo) transmiten toda la energía del sector de 60 Hz a SE-Foz do Iguaçu 60 Hz (Subestación ITAIPU 60 Hz). Foz do Iguaçu 60 Hz), lo que eleva la tensión a 765 kV.
- SE-ITAIPU 50 Hz (Subestación ITAIPU 50 Hz): 4 líneas de transmisión de 500 kV (cerca de 2 km de largo) a SE-MD 500 kV (Subestación Margen Derecha 500 kV).
- SE-MD (Subestación Margen Derecha): 4 líneas de transmisión de 500 kV (aproximadamente 9 km de largo) transmiten la energía de reventa de Paraguay a Brasil (hasta SE-Foz do Iguaçu 50 Hz - Subestación Foz do Iguaçu 50 Hz). Para el sistema Paraguayo, 2 líneas de transmisión de 220 kV a ES-ACARAY (Subestación Acaray), 2 líneas de transmisión de 220 kV a ES-CYO (Subestación Carayao) y otra 1 línea de transmisión de 500 kV (con unos 300 km) a ES -Villa Hayes (Subestación Villa Hayes, en Asunción, capital del país).

### Interconexión

#### Con el sistema eléctrico de Paraguay
El flujo de energía de ITAIPU hacia Paraguay se realiza en tensiones de 500 kV y 220 kV desde la subestación de Margen Derecha hacia las subestaciones de Acaray, Carayao y Villa Hayes.
Con el sistema eléctrico de Brasil
El flujo de energía de ITAIPU al sistema interconectado brasileño, desde la subestación de Foz do Iguaçu en Paraná, es realizado por Furnas y Copel. La energía a 50 Hz utiliza el sistema de corriente continua de Furnas (DC Link) y la energía a 60 Hz utiliza el sistema de 765 kV de Furnas y el sistema de 525 kV de Copel. Y el ONS (Operador Nacional del Sistema) es el encargado de coordinar y controlar la operación de transmisión.
- SE- Foz do Iguaçu 60 Hz- El patio de corriente alterna, que recibe la energía en 60 Hz y la eleva a 750 kV, saliendo tres líneas de transmisión. Es el nivel de tensión más elevado de Brasil.
- SE- Foz do Iguaçu 50 Hz - El patio de corriente continua, que recibe la energía en 50 Hz. Debido a la incompatibilidad entre las frecuencias, y las ventajas de la transmisión en grandes distancias, la energía es convertida a través de circuitos rectificadores para ±600 kV es transmitida por dos líneas hasta Ibiúna (En el estado de São Paulo, Brasil). En Ibiúna la energía es convertida a 60 Hz, conectándose al sistema de la Región Sudeste de Brasil.

### Producción de energía
A inicios de 2007 la represa amplió su capacidad instalada de 12 600 MW a 14 000, con la puesta en funcionamiento de las dos últimas unidades generadoras 9A y 18A, completando el proyecto original de 20 turbinas.
Itaipú produce en promedio 90 millones de megavatios-hora (MWh) por año, aunque con el aumento de la capacidad y en condiciones favorables del río Paraná (la hidrología y el consumo en Brasil, principalmente durante los fines de semana y festivos, días en que actualmente se produce una caída muy grande) se puede llegar a incrementar esa cantidad.
El aumento de la capacidad permite que 18 de las 20 turbinas instaladas funcionen constantemente, mientras 2 permanecen en mantenimiento.
En 2008, la represa de Itaipú alcanzó un nuevo récord histórico de producción de energía, con la generación de 94 684 781 MWh. El récord anterior era en el 2000, cuando Itaipú generó 93 427 598 MWh. La ventaja que posee Itaipú es el gran volumen de agua todo el año.
La energía producida por Itaipú en el 2016 sería suficiente para abastecer el consumo de electricidad de todo el mundo durante dos días; o para satisfacer por más un año un país como la Argentina, y a Paraguay para abastecerlo durante doce años. Por otra parte, durante un año podría satisfacer el consumo de electricidad de veintitrés ciudades del tamaño de Curitiba.
En el 2013, la represa alcanzó el récord de producción anual, que fue de 98 630 035 MWh. El mismo fue superado por la Presa de las Tres Gargantas en el 2014, que produjo 98 800 000 MWh.
Sin embargo, el 31 de diciembre de 2016 se llegó a un nuevo récord mundial de producción de energía: 103 098 366 MWh. Esta producción supera a la de la Presa de las Tres Gargantas sobre el río Yangtsé en China.

## Compensaciones financieras
En los 170 km de extensión, entre Foz do Iguaçu y Guaíra, la Reserva de Itaipú se extiende por 16 municipios de Brasil, de los cuales 15 están en el estado de Paraná y uno en el de Mato Grosso del Sur. Itaipú paga como compensación a estos municipios, proporcionalmente al área de tierra inundada. También reciben compensaciones los gobiernos de estos dos estados y diversos órganos federales. En cuanto a Paraguay, la compensación la recibe íntegramente el Estado.
Con base en la llamada «Ley de los Royalties», promulgada en 1991, Itaipú ha pagado hasta hoy más de 3.776 millones de dólares en royalties, de los cuales cerca de 75 % fueron pagados en el estado de Paraná (a partes iguales entre el gobierno del Estado y los municipios).
El embalse de la represa inundó diversas propiedades de habitantes del extremo oeste del estado brasileño de Paraná. Las indemnizaciones no fueron suficientes para que los agricultores compraran tierras nuevas en el Brasil. Siendo las tierras más económicas en el Paraguay, miles de ellos emigraron para ese país, creando el fenómeno social conocido como "brasiguayos", brasileños con sus familias que residen en tierras paraguayas en la frontera con el Brasil.

## Reconocimientos
En 1995 la Represa Hidroeléctrica de Itaipú formó parte de una lista de las Siete Maravillas del Mundo moderno, que elaboró la revista Popular Mechanics, de Estados Unidos. Esta lista fue hecha a base de una investigación realizada por la American Society of Civil Engineers (ASCE) en 1994 entre ingenieros de los más diversos países.
Además de Itaipú, son parte de la lista: el Puente Golden Gate (EE. UU.); el Canal de Panamá, que une el Océano Atlántico con el Pacífico; el Eurotúnel, que une Francia e Inglaterra en el Canal de la Mancha; los Proyectos del Mar del Norte para el Control de las Aguas (Países Bajos); el Edificio Empire State (EE. UU.); y la Torre de Canadian National (CN Tower) en Canadá.

## Turismo
Las visitas turísticas a Itaipú comenzaron en 1977, cuando la central todavía estaba en el inicio de las obras. Desde entonces, ingresaron desde Brasil y Paraguay, más de 19 millones de visitantes oriundos de 188 países y territorios. Lamentablemente la visita desde Paraguay tiene un sistema de turnos estrictos, adjudicables por inscripción que si bien es un servicio gratuito, dificulta las visitas libres.
Para más información sobre el Complejo Turístico de Itaipú, se puede visitar https://cti.itaipu.gov.py/